# McKenzie Moore
McKenzie Moore (ur. 11 maja 1992 w Santa Rosa) – amerykański koszykarz, występujący na pozycjach rozgrywającego lub rzucającego obrońcy. 
Przez kilka lat występował w letniej lidze NBA. Reprezentował Milwaukee Bucks (2015), Dallas Mavericks (2016).
3 lutego 2020 zawarł kontrakt z Anwilem Włocławek. 22 lipca 2020 podpisał kolejną umowę z klubem. 30 grudnia został zwolniony.

## Osiągnięcia
Stan na 21 czerwca 2022, na podstawie, o ile nie zaznaczono inaczej.
NCAA
- Zaliczony do I składu:
  - Conference USA All-Academic (2013)
  - Conference USA Commissioner's Academic Honor Roll (2013)

Drużynowe
- Brązowy medalista mistrzostw Polski (2020)
- Zdobywca Pucharu Polski (2020)[6]
- Finalista Superpucharu Polski (2020)[7]

Indywidualne
- MVP:
  - nowozelandzkiej ligi NBL (2016)
  - kolejki EBL (13 – 2020/2021)[8]
- Laureat nagrody NBL Most Outstanding Guard (2016)
- Zaliczony do I składu:
  - ligi:
    - greckiej (2018)
    - nowozelandzkiej (2015, 2016)

  - kolejki EBL (13 – 2020/2021)[9]
- Uczestnik meczu gwiazd ligi greckiej (2018)
- Lider:
  - ligi greckiej w:
    - punktach (2018)
    - przechwytach (2018)

  - nowozelandzkiej ligi NBL w asystach (2016)

Reprezentacja
- Zdobywca Pucharu Williama Jonesa (2019)